# 極地公司
極地公司（西班牙語：Empresas Polar）是一家委內瑞拉工業公司，其生產活動涵蓋其子公司極地食品，極地啤酒廠和百事可樂委內瑞拉下的食品，酒精飲料，軟飲料和消費品行業。